# 衛長降
衛 長降（えい ちょうこう）は、衛氏朝鮮最後の王衛右渠の子。漢の武帝が衛氏朝鮮を服属させるために遠征を行い、降伏派の派閥の刺客に衛右渠が殺害されたあとも大臣らが抵抗していたが、衛長降は、いずれの機会にすでに漢に降伏しており、漢は衛長降をさしむけ、大臣を殺して降伏させた。武田幸男は、「よくある歴史上の皮肉の一つであるが、朝鮮王の子が朝鮮への最後の止めをさしたのであった」と評している。降伏後、漢から幾侯に封じられたが、2年にして謀反を理由に処刑された。

## 家族
- 曾祖父：衛満
- 祖父：衛某（衛氏朝鮮第2代王、氏名不詳）
- 父：衛右渠